# Блинчатый лёд
Бли́нчатый лёд (англ. pancake ice) — одна из стадий ледостава (как правило, морского, но также возможного и на крупных озёрах), форма молодого ниласового льда, разбитого небольшим волнением и состоящая из округлых «блиноподобных» льдин с бортиками, по форме напоминающих листья кувшинки Виктория регия. Приподнятые края и круглая форма образуются в результате трения и ударов отдельных кусков льда друг о друга.
Размеры льдин в зависимости от места их образования и конкретных погодных условий могут колебаться от 30 сантиметров до 3 метров в диаметре и до 10-15 сантиметров толщиной. Блинчатый лёд может образовываться двумя основными путями: в условиях слабого волнения при смерзании ледяного сала, снежуры, шуги; а также вследствие разлома в результате волнения склянки, ниласа или всплывающего внутриводного льда.

## Характеристика
Блинчатый лёд представляет собой свободно плавающие льдины, число и густота которых постепенно нарастает вплоть до окончательного смерзания. Этот лёд можно считать последней стадией ниласовых льдов перед окончательным ледоставом и переходом к сплошному молодому льду. Бортики по краям отдельных льдин состоят из осколков мелкозернистого льда или снежуры и образуются в результате постоянных столкновений, обтираний и сжатий во время волнения.
На начальных этапах образование морского льда происходит путём смерзания множества мельчайших ледяных игл в плавающие на поверхности воды тонкие налёты или заметные даже издалека тусклые пятна серо-свинцового цвета, называемые салом. В морозную погоду при отсутствии волнения сало смерзается, образуя тонкую прозрачную ледяную корку — нилос. Такая ледяная корка, жёсткая, ломкая и острая, легко разрушается при волнении, образуя мелкие осколки.
Совершенно иначе происходит смерзание ледяного сала при волнении моря, но при отсутствии сильного ветра и значительных волн. Схватывание льда в таких случаях происходит одновременно от многих центров, становящихся местными очагами дальнейшего замерзания. Такие центры можно определить как точки кристаллизации. В итоге появляется не сплошной лёд, а отдельные множественные диски льда диаметром до полуметра, а иногда и более, называемые блинчатым льдом.:78-79
Таким образом, в отличие от других видов морского льда, образующихся в условиях штиля или спокойного моря, блинчатый лёд становится результатом замерзания во время не слишком ветреной погоды и заметного волнения. Как правило, он может образовываться по одному из двух путей:
- через сгущение и смерзание на воде, покрытой шугой, снежурой или ледяным салом, а также
- в результате разрушения ранее образовавшегося ниласа, склянки или даже серого льда в условиях волнения[4].

Когда волнение становится слишком сильным, а плотность льда значительно повышается, отдельные льдины начинают наплывать и заезжать друг на друга, образуя своеобразный слоёный пирог в два или несколько этажей. Тем самым, получается сплошной колышущийся ледяной покров с неровной верхней и нижней поверхностями. При усилении морозов такой лёд уплотняется и окончательно смыкается, чтобы при уменьшении волнения быстро смёрзнуться в общий ледяной покров, в дальнейшем постепенно нарастающий на протяжении зимы. Такой процесс слоёного льдообразования увеличивает прочность и устойчивость блинчатого льда. Как следствие, масштабы размеров отдельных блинчатых льдин всегда меньше, чем расстояние между двумя волнами, следующими друг за другом. В свою очередь, и волны, проходящие через блинчатый лёд, не гасятся колебаниями льдин.
Процесс образования блинчатого льда в результате разрушения припая, а затем обратное смерзание отдельных льдин в сплошной ледяной покров очень точно описал на основе личных впечатлений Реймонд Пристли, один из участников «Северной партии» последней антарктической экспедиции капитана Скотта.

Прибой становился всё тише и тише, и наконец его вздохи совсем ослабли. Но даже эти еле заметные движения были невыносимы для льда, который затвердевал и утолщался. Они разбивали его на небольшие остроугольные куски диаметром в один-два фута. От слабого трения друг о друга их углы стачивались, края загибались кверху, одним словом, на наших глазах происходило образование блинчатого льда, этого чуда полярных морей, давно известного путешественникам. Все эти метаморфозы со льдом произошли в течение одного дня, ночью же прибой затих совсем, отдельные «блины» срослись воедино, море снова покрыл сплошной лёд, только местами прошитый трещинами, идущими от одного заблудшего айсберга к другому или соединяющими два выступа близ берега.— Реймонд Пристли, «Антарктическая одиссея»

## Места образования блинчатых льдов

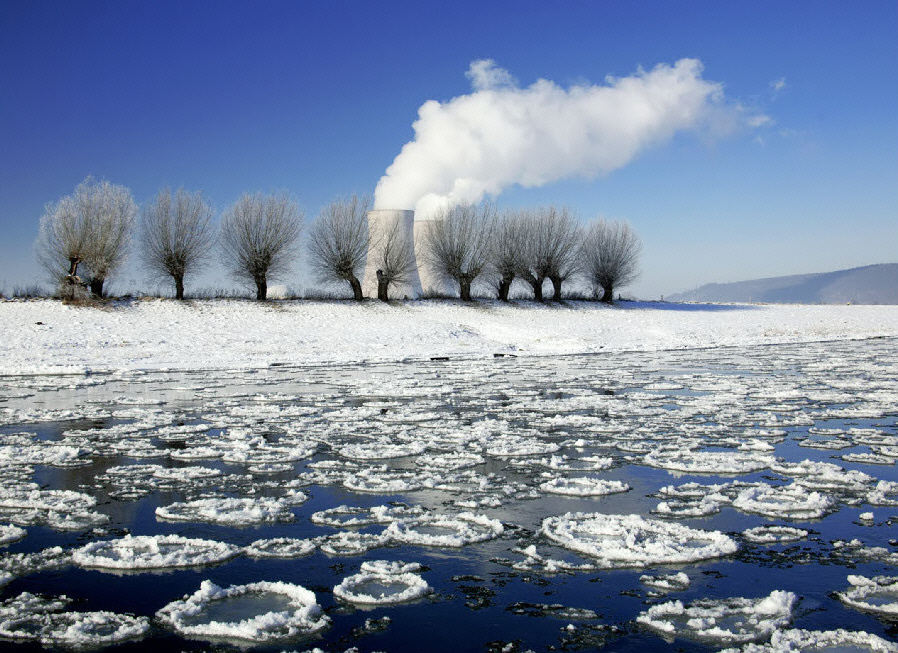
Блинчатый лёд (Нижняя Саксония, 2010)

Неизменным изобилием блинчатого льда отличается Северный Ледовитый океан в своих пограничных зонах, где при каждом усилении волнения вдоль кромки постоянных льдов наблюдаются скопления блинчатых льдов.
В качестве ещё одного примера морского района, где регулярно образуются блинчатые льды, можно назвать проливы Скагеррак и Каттегат у западного побережья Швеции. Вода, поступающая из Северного моря, содержит значительно больше соли, чем воды Балтийского моря, приходящие через Эресунн и Бельты. Разница солёности между этими водными массами образует чёткую границу, так называемый галоклин. Когда две водные массы сталкиваются в Скагерраке и Каттегатте, более холодная, солёная и, следовательно, более тяжёлая вода из Северного моря (соленость примерно 3,5 % и температура около −1,5 °C) опускается ниже более пресной, слегка солоноватой и, следовательно, более лёгкой воды балтийской (соответственно, 2 % и +1 °C). Температура и теплоёмкость плотность вод Северного моря такова, что она вполне способна охладить балтийскую воду до замерзания, что и происходит в действительности. В результате соприкосновения двух потоков на глубине образуется слой балтийского льда глубиной в несколько метров. Затем этот лёд, который легче окружающей воды, начинает медленно всплывать. Однако подняться ему мешают лежащие выше более тёплые слои балтийских вод. Как результат, массивный слой льда частично подтаивает, истончается и ломается. Более мелкие льдины продолжают всплывать, преодолевая сопротивление воды и продолжая подтаивать. В итоге глубинный лёд всплывает на поверхность пролива в виде небольших круглых блинов. При резком похолодании атмосферного воздуха отдельные льдины могут быстро смёрзнуться и за несколько часов образовать сплошные труднопроходимые ледяные поля.
Примечательно, что пресноводные блинчатые льды иногда образуются на территории Соединенных Штатов, где зимой отнюдь не редкость экстремальное понижение температур. К примеру, в декабре 2017 года блинчатые льды были замечены на большом озере Мичиган. К северу, в Канаде блинчатые льды встречаются ещё чаще, прежде всего, на Великих озёрах и впадающих в них реках.